# 鵜殿村
鵜殿村（うどのむら）は、かつて三重県南牟婁郡にあった村。三重県最南端にあり、東紀州地域に含まれていた。
廃止されるまで日本で一番面積の小さい村で、また日本で一番人口密度の高い村でもあった。大字はなく、小字はあったものの行政地名ではなかったため、住所の表記では村名の次に地番がきた。
熊野川の河口に位置し、熊野川をはさんで和歌山県新宮市と接する小さな村で、同市のベッドタウンであり、紀州製紙の工場が村域の一割ほどをも占める企業城下町であった。2006年（平成18年）1月10日に紀宝町と合併し、紀宝町鵜殿となった。合併後、鵜殿村役場の庁舎は紀宝町役場の庁舎として利用されている。

## 地理
三重県最南端、熊野川の河口に位置する。村の面積は小さく河口近くのわずかな部分を占めるのみである。
- 河川：熊野川（新宮川）

### 隣接していた自治体
- 三重県南牟婁郡紀宝町
- 和歌山県新宮市

## 歴史
- 1894年（明治27年）2月13日 - 宇和野村が分割され、大字鵜殿の区域をもって発足。（残部には井田村が発足）
- 1951年（昭和26年）5月 - 紀州製紙パルプ株式会社（のちの紀州製紙）紀州工場が操業開始。
- 2006年（平成18年）1月10日 - 紀宝町と合併し、改めて紀宝町が発足。同日鵜殿村廃止。

## 村長
- 竹原樸一

## 産業
紀州製紙（現・北越紀州製紙）の製紙工場により栄えていた。製紙工場に隣り合うかたちで鵜殿港がある。
また面積が日本一小さな村で有名となり、記念観光で訪れる人も多かった。

## 教育
- 現在は全て紀宝町立。

### 小学校
- 鵜殿村立鵜殿小学校

### 中学校
- 紀宝町・鵜殿村組合立矢渕中学校

### 幼稚園・保育園
- 鵜殿村立鵜殿幼稚園

### 図書館
- 鵜殿村立図書館

## 交通

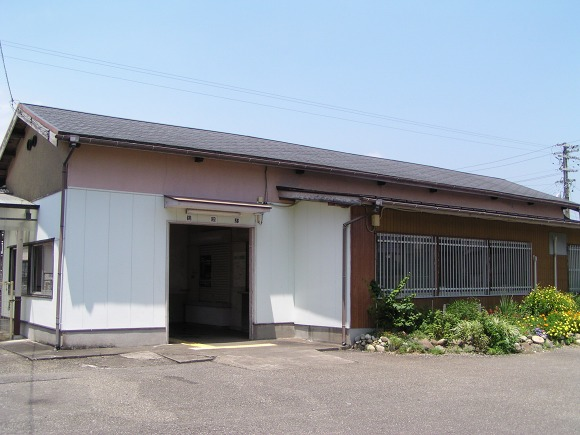
鵜殿駅

### 鉄道
旧村域を東海旅客鉄道（JR東海）の紀勢本線が走り、鵜殿駅が置かれている。鵜殿駅から紀州製紙工場まで専用線が延びている。(現在は貨物輸送の専用線が廃線となっている)
- 東海旅客鉄道（JR東海）
  - 紀勢本線：鵜殿駅

### 道路
- 一般国道
  - 国道42号
- 県道
  - 三重県道141号鵜殿熊野線